# 川島スポーツ公園
川島スポーツ公園（かわしまスポーツこうえん）は、岐阜県各務原市川島小網町にある多目的運動公園である。
元は羽島郡川島町により「川島町総合スポーツ公園」として開設された施設である。

## 施設概要
- 野球場
  - 両翼91.0m、中堅105.0mの野球場。少年野球、社会人野球、ソフトボールに使用される。
  - 右翼側に電光掲示式のスコアボードが設置されている。
- 多目的グラウンド
  - 陸上競技、サッカーに使用される。
- テニスコート
- バスケットボールコート

## 営業日・営業時間
- 営業日：年末年始（12月29日 - 1月3日）を除く毎日
- 営業時間：
  - 3 - 5月および9月： 8:00 - 18:00
  - 6 - 8月： 8:00 - 19:00
  - 10 - 2月： 8:00 - 17:00

## 沿革
- 1979年（昭和54年） - 羽島郡川島町により「川島町総合スポーツ公園」として開設される。最初の施設として野球場が完成する（スコアボードなと一部は未完成）。
- 1983年（昭和58年） -多目的グラウンド、テニスコート、バスケットボールコートなどが完成。第1期の全施設が完成。
- 1988年（昭和63年） - 屋外プール（50m、20m、幼児用）が完成し、全施設が完成する。
- 2004年（平成16年） - 川島町が各務原市に編入される。それに伴い、「川島町総合スポーツ公園」から川島スポーツ公園に改称する。
- 2014年（平成26年）8月 - 50mプールの側壁の破損のため、プールの営業を中止。
- 2019年（令和元年）10月 - リニューアル工事を開始。
- 2021年（令和3年）3月 - リニューアル工事が完了。屋外プールを撤去。駐車場の拡張。テニスコート、バスケットボールコートを増設する。

## 所在地
- 各務原市川島小網町2146番地1

## 交通機関
- 各務原市ふれあいバス川島線「スポーツ公園前」バス停下車すぐ

## 周辺施設
- フラワーパーク江南
- 岐阜県消防学校
- 内藤記念くすり博物館
- 川島小網堤外グラウンド
  - 南派川河川敷（各務原市川島小網町字標場東2144-1先）にある各務原市のスポーツ施設（少年野球場1面、少年サッカー場1面）。事前に川島スポーツ公園窓口で予約が必要。
- 神明神社